# 튀르키예어 위키백과
터키어 위키백과(Türkçe Vikipedi)는 위키백과의 튀르키예어 버전이다. 2002년 11월부터 시작되었으며, 2022년 2월 10일 기준으로 470,522개의 문서가 있다. 기호는 tr이다.
2017년 4월 29일에는 터키 정부에 의해 터키에서의 접속이 차단되었다. 이는 터키 정부가 시리아 내전에서 이라크 레반트 이슬람 국가를 지원한 행동을 비판하는 내용이 터키어 위키백과에 게재된 사실이 문제가 되었기 때문이다. 그러나 2019년 터키 헌법법원은 터키 정부의 위키백과 접속 차단 조치가 표현의 자유 침해라고 판단했으며 2020년 1월 15일 터키에서의 접속 차단이 해제되었다.